# Ich brech die Herzen
Ich brech die Herzen ist die erste Singleauskopplung aus dem Album Kenneth allein zu Haus des deutschen Rappers Kay One.

## Daten
Die Single wurde über Bushidos Label ersguterjunge veröffentlicht. Sie erschien am 30. April 2010 und schaffte es in Deutschland in die Charts. Das Video zu Ich brech die Herzen weist über 19 Millionen Klicks auf YouTube auf (Stand: 17. Januar 2015). Als Produzent ist Beatzarre beteiligt, der die meisten Beats des Albums produzierte. Die Single konnte sich nur in Deutschland in den Charts positionieren, wo sie auf Platz 67 einstieg.
Die Zeile des Songs „Ich hab' gesagt, ich werd' mich rächen. Ich werd' kommen und die Herzen aller Mädchen brechen“ stellt ein Zitat aus dem 2005 veröffentlichten Lied NDW 2005 von Fler, welches an den Song „Zu Spät“ von Die Ärzte angelehnt ist, dar.

## Kritik
René Schweitzer von Laut.de schrieb, das Stück wirke wie andere Songs „für und über das weibliche Geschlecht“ auf dem Album „reichlich Fremdscham erregend“. Titel wie Ich brech die Herzen hätten „seinerzeit bei Oli. P wohl kaum anders geklungen.“ Hendrik von Rap.de schrieb, das Stück treibe den Pop auf dem Album „sehr auf die Spitze. Eine Mischung aus Carmen und Zu Spät, garniert mit Autotune-Chören. Ein Song bei dem man erst mal die Hände über dem Kopf zusammenschlagen und lachen und gleichzeitig weinen möchte, so unangenehm klebrig, so schmalzig und so lächerlich ist das auf den ersten Blick.“ Allerdings käme ein „Trash-Faktor ins Spiel“: „Es ist einfach so scheiße, dass es schon wieder geil ist.“

## Musikvideo
Das Musikvideo zur Single wurde am 28. April 2010 auf YouTube veröffentlicht. Im Video sieht man Kay One zusammen mit zwei verschiedenen Frauen. Kay One trägt eine Lederjacke und ab und zu eine Sonnenbrille.
Der Songtext des Liedes wird manchmal im Video gezeigt.

## Titelliste
1. Ich brech die Herzen
2. Ich brech die Herzen (Instrumental)
3. Ich brech die Herzen (Fabio Brand Club Mix)